# Brainstorm (film)
Brainstorm är en science fiction-film av Douglas Trumbull som spelades in mellan 1981 och 1983 med ett drygt ett år långt uppehåll under inspelning då en av filmens ledande skådespelare Natalie Wood dog i en drunkningsolycka.

## Handling
En grupp vetenskapsmän uppfinner en maskin som kan spela in känslor och sinnesintryck. Militären vill dock använda den för sina egna syften.

## Rollista
| Christopher Walken | – Michael Brace    |
| Natalie Wood       | – Karen Brace      |
| Louise Fletcher    | – Lillian Reynolds |
| Cliff Robertson    | – Alex Terson      |
| Jordan Christopher | – Gordy Forbes     |
| Donald Hotton      | – Landan Marks     |
| Alan Fudge         | – Robert Jenkins   |
| Joe Dorsey         | – Hal Abramson     |
| Bill Morey         | – James Zimbach    |
| Jason Lively       | – Chris Brace      |